# 아가사키촌
아가사키촌(阿賀崎村)은 일본 오카야마현 아사쿠치군에 있던 촌이다. 현재의 구라시키시의 일부에 해당한다.

## 역사
- 1889년 6월 1일 - 정촌제 시행에 수반해 아가사키촌이 성립하였다.
- 1897년 5월 26일 - 다마시마촌과 합병해 다마시마정(초대)이 성립하여, 동일 다마시마촌은 폐지되었다.